# Erfurter Kreuz
Das Erfurter Kreuz ist das größte Gewerbegebiet in Thüringen.

## Lage
Das Gewerbegebiet Erfurter Kreuz mit einer Fläche von 160 Hektar liegt am Autobahnkreuz Erfurt mit den Autobahnen 4 und 71. Es befindet sich zu 80 Prozent auf dem Gebiet der früheren Gemeinde Ichtershausen und zu 20 Prozent auf Gebiet der Stadt Arnstadt.

## Geschichte
Der Grundstein für das Gewerbegebiet Erfurter Kreuz wurde 2001 gelegt. Bis heute wurde es sukzessive erweitert. Der Verein Initiative Erfurter Kreuz e.V. wurde 2009 gegründet und dient der Förderung der Wirtschaft in der Region.
Am 26. Oktober 2021 wurde vereinbart, auf dem Gelände des Güterbahnhofs, neben dem Hauptbahnhof Arnstadt, ein als „Rail Logistics Centers“ (RLC) bezeichnetes Logistikzentrum für das Erfurt Kreuz aufzubauen. Vorgesehen sind ein Containerterminal sowie Straße-Schiene-Umladung für einen Batteriehersteller. Ab dem Jahreswechsel 2023/2024 sollen täglich bis zu vier Züge be- und entladen werden.

## Unternehmen
Im Gewerbegebiet Erfurter Kreuz siedelten sich vor allem Unternehmen der Photovoltaikbranche, der Herstellung von Metallerzeugnissen und Maschinenbau, der Herstellung elektrischer und elektronischer Erzeugnissen, der Herstellung und Service für Maschinen und Anlagen und der Herstellung von Nahrungs- und Genussmittel an. Weitere Beispiele sind:
- Wartung und Generalüberholung von Rolls-Royce-Flugzeugtriebwerken (zum Beispiel des Airbus A380) durch N3 Engine Overhaul Services
- Metallverarbeitungsbetrieb durch Gonvarri
- Produktion von Druckfarben durch Schuite & Schuite Druckfarben GmbH (S&S)
- Produktion von Turboladern durch IHI Charging Systems International
- chinesische Batteriehersteller CATL